# سیارک ۱۰۵۳
سیارک ۱۰۵۳ (به انگلیسی: 1053 Vigdis، نامگذاری:1925WA) هزار و پنجاه و سومین سیارک کشف شده‌است که در ۱۶ نوامبر ۱۹۲۵ و در هایدلبرگ کشف شد.
قدر مطلق سیارک برابر ۱۲٫۴۰ است.